# 洋斑燕
洋斑燕（学名：Hirundo javanica）为燕科燕属的鸟类，又名洋斑燕。分佈於熱帶南亞及南太平洋的島嶼，包括冲绳、琉球、圣托马斯、本古特、菲律宾、台湾等地，多生活于岛屿或山脚坡地、草坪、也围绕树林附近有廊廓的平房、高大建筑物、工厂飞翔、栖在空旷地区的树上以及喜栖在无叶的枝条或枯枝。
除了當地的季節性遷徙外，牠通常為留鳥。這種鳥類與沿海地區有關，但正逐漸向森林高地擴展。山燕和喜燕過去曾被認為是同種。该物种的模式产地在太平洋塔希提岛。
2022年，为了与其分类地位相符，“中国鸟类名录”10.0版将洋斑燕的中文名修改为洋燕。

## 分類學
洋燕於1789年由德國博物學家約翰·弗里德里希·格梅林正式描述，這是在他對卡爾·林奈的《自然系統》自然系統的修訂與擴展版本中進行的。格梅林將其歸入燕屬（Hirundo），並創造了二名法名稱Hirundo tahitica。 格梅林的描述基於英國鳥類學家約翰·拉瑟姆在1783年所描述和插圖的「大溪地燕子」，此內容刊載於他的著作《鳥類綜述》A General Synopsis of Birds。
目前確認有七個亞種：
- H. t. javanica 斯帕爾曼，1789年 – 分布於緬甸南部和安達曼群島至越南南部，東至菲律賓，南至摩鹿加群島及大小巽他群島
- H. t. namiyei （斯坦格爾，1887年） –琉球群島（日本南部）及台灣
- H. t. frontalis 蓋伊與蓋馬爾，1832年 – 分布於新幾內亞北部、西部，包括拉賈安帕特群島（新幾內亞西北部）、阿魯群島（新幾內亞西南部）、極樂鳥灣及北海岸離島
- H. t. albescens 斯喬德與梅森，1999年 – 新幾內亞南部、東部及其附屬島嶼
- H. t. ambiens 海爾邁爾，1934年 –新不列顛島及其附屬島嶼（俾斯麥群島東南部）
- H. t. subfusca 古爾德，1856年 –阿得米拉提群島、新愛爾蘭島及其附屬島嶼（俾斯麥群島北部）至所羅門群島（不包括倫內爾島，但包括泰莫圖省）、烏韋阿島（洛亞蒂群島西部，新喀里多尼亞）及瓦努阿圖至斐濟和湯加（密克羅尼西亞西部和中部）
- H. t. tahitica 格梅林，1789年 –茉莉亞島及大溪地（社會群島東南部，東波利尼西亞）

與台灣相關的亞種，
- 洋斑燕兰屿亚种（学名：Hirundo tahitica abbotti）。分布于普洛曼加纳岛、阿南巴斯岛、台湾等地。该物种的模式产地在印度洋。[8]
- 洋斑燕台湾亚种（学名：Hirundo tahitica namiyei）。分布于冲绳、塔希提岛、台湾等地。该物种的模式产地在冲绳岛。[9]

## 描述
此物種為一種小型燕子，體長約13 cm（5.1英寸）。牠有藍黑色的背部和頭頂，翅膀和尾巴較棕色，面部和喉嚨呈紅色，下腹呈暗色。牠與家燕及密切相關的喜燕不同之處在於其尾巴較短且不如家燕那般深叉。

## 行為
洋燕築巢時，會用嘴巴收集泥團建造整齊的杯狀巢穴，通常位於懸崖邊緣或人造結構如建築物、橋樑或隧道下。巢內襯有較柔軟的材料，產卵數為兩到三顆。牠的行為與其他空中食蟲動物類似，例如其他燕子和不相關的雨燕。牠是一種飛行速度很快的鳥，主要在空中捕食昆蟲，尤其是蒼蠅。

## 圖集

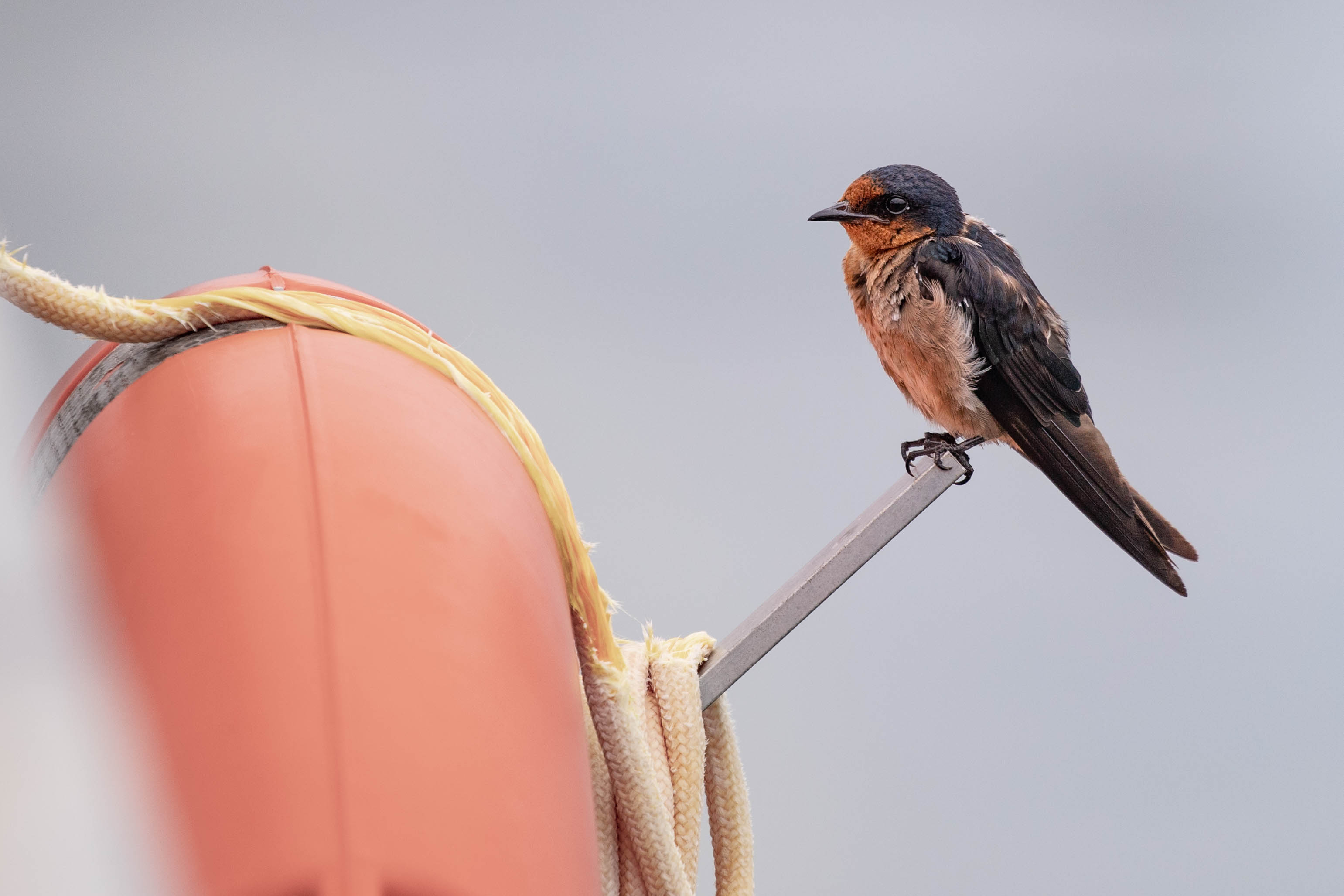
棲息
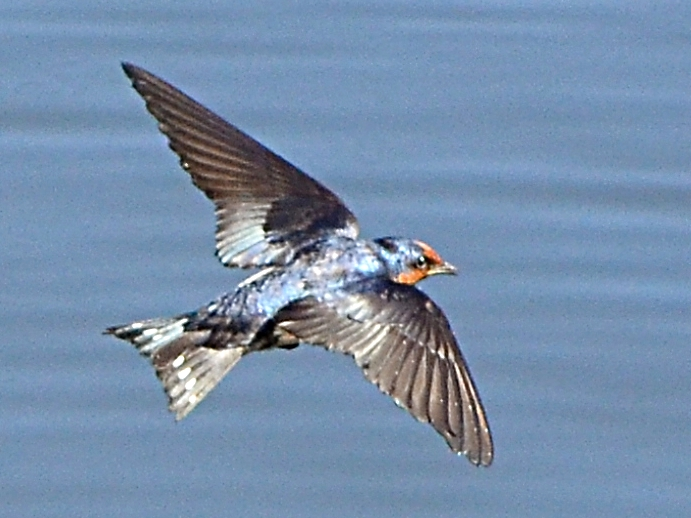
飛行中
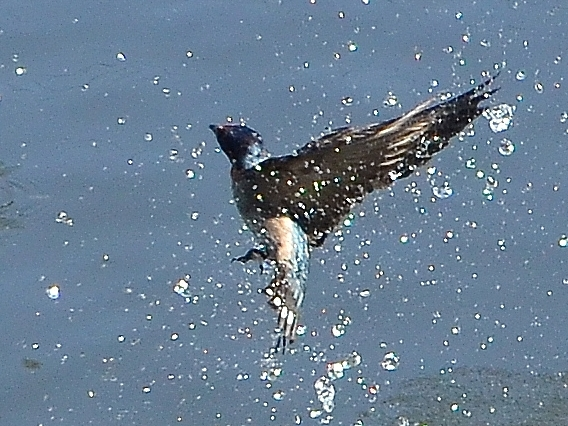
拍擊水面
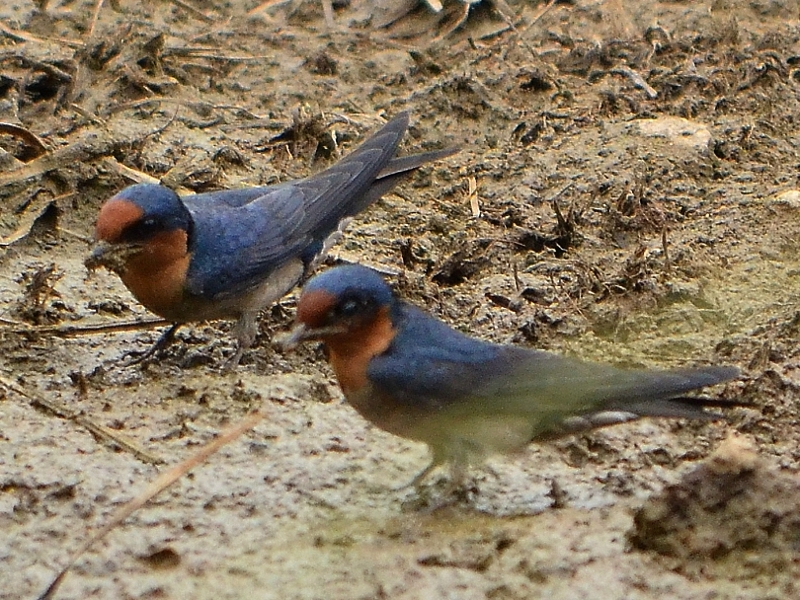
收集築巢材料
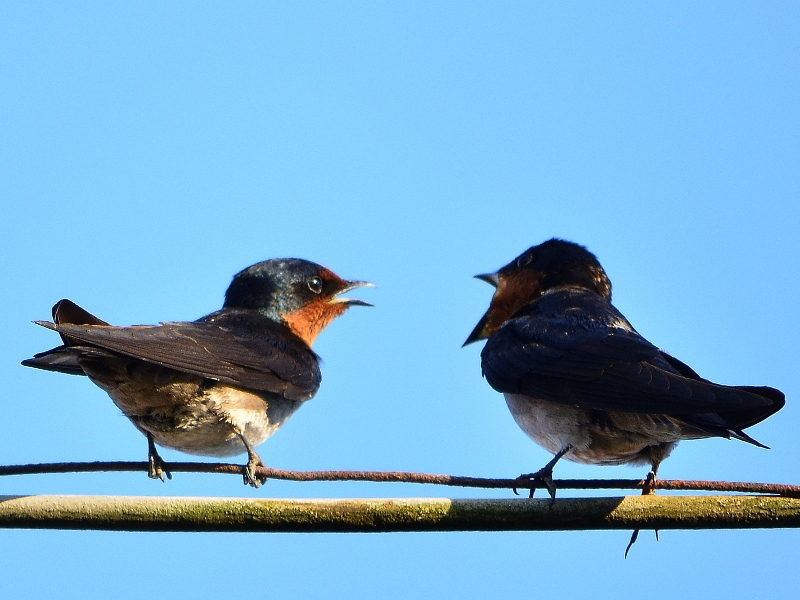
公母